# Aalsterweg
De Aalsterweg is een straat in Eindhoven. De straat loopt vanaf de Stratumsedijk naar de Eindhovenseweg in Aalst. Het Brabantse dorp is tevens naamgever van de weg.
Aan het eerste gedeelte van de Aalsterweg, vanaf de Stratumsedijk tot de Boutenslaan/Leostraat, staan vooral woongebouwen en winkelpanden. Vanaf de Boutenslaan/Leostraat richting de N69 staan veel vrijstaande villa's, waardoor de weg hier een weidser karakter heeft. In het midden van de Aalsterweg ligt een busbaan, die loopt tot de Antoon Coolenlaan/Floralaan West. Vanaf daar ligt de busbaan op een strook langs de weg.

## Geschiedenis
Voordat de Aalsterweg als zodanig bekend stond, werd de straat Steenweg of Straatweg genoemd. De Aalsterweg was onderdeel van de Steenweg op Luik. 's-Hertogenbosch onderhield in de 18e eeuw belangrijke handelsbetrekkingen met Luik, waar zich een distributiecentrum voor goederen bevond. Aan het begin van de 20e eeuw stonden de Aalsterweg en de Stratumsedijk samen bekend als Dijk. In 1934 is het nog een statige laan met hoge eikenbomen.
Aan de Aalsterweg bevonden zich vroeger opvallend veel cafés, waarvan een aantal nog bestaan. Daarnaast waren er wat winkels en woonden er in de villa's veelal artsen, accountants en advocaten. In de loop der jaren raakten de villa's ingebouwd tussen flatgebouwen en kantoren. Veel kleinere oudere huisjes zijn gesloopt om de weg te verbreden voor het aangroeiende verkeer. De plannen voor een wegverbreding kwamen er in 1951 en 1958, en in 1965 werd het besluit genomen. De rijbaan werd in het middenstuk met in totaal 15 meter verbreed.
Aan de Aalsterweg heeft lang een watertoren gestaan. In 1903 werd begonnen met de bouw van deze oude watertoren in Eindhoven. Naast dat de 37 meter hoge watertoren een grote voorraad aan water bevatte voor drogere tijden, kon met behulp van de toren de druk op het waterleidingnet goed worden gereguleerd. Na ongeveer 65 jaar nam de nieuwe watertoren aan de Antoon Coolenlaan het werk over. De oude watertoren werd in 1970 gesloopt.
Ook lag er aan deze weg vroeger het Sint Josephziekenhuis. In 1928 werd dit nieuwe ziekenhuis aan de Aalsterweg 293 gebouwd. Het gebouw had een symmetrische plattegrond van vleugels rondom een binnenhof en een strak aangelegde tuin. Het complex omvatte vele lange gangen die naar de paviljoens liepen. In 1991 werd het gebouwencomplex gesloopt, nadat het ziekenhuis was verplaatst naar Veldhoven.